# Ibaraki Prefectural Government Building
L' Ibaraki Prefectural Government Building (茨城県庁舎) est un gratte-ciel de 116 mètres de hauteur construit de 1996 à 1999 dans la ville de Mito situé au Japon à une centaine de kilomètres au nord de Tōkyō. 
C'est le plus haut immeuble de la Préfecture d'Ibaraki et l'unique gratte-ciel de Mito.
L'architecte est la société japonaise MHS Planners, Architects & Engineers
L'immeuble abrite les locaux administratifs de la Préfecture d'Ibaraki sur 25 étages